# Forsthaus Wirchensee

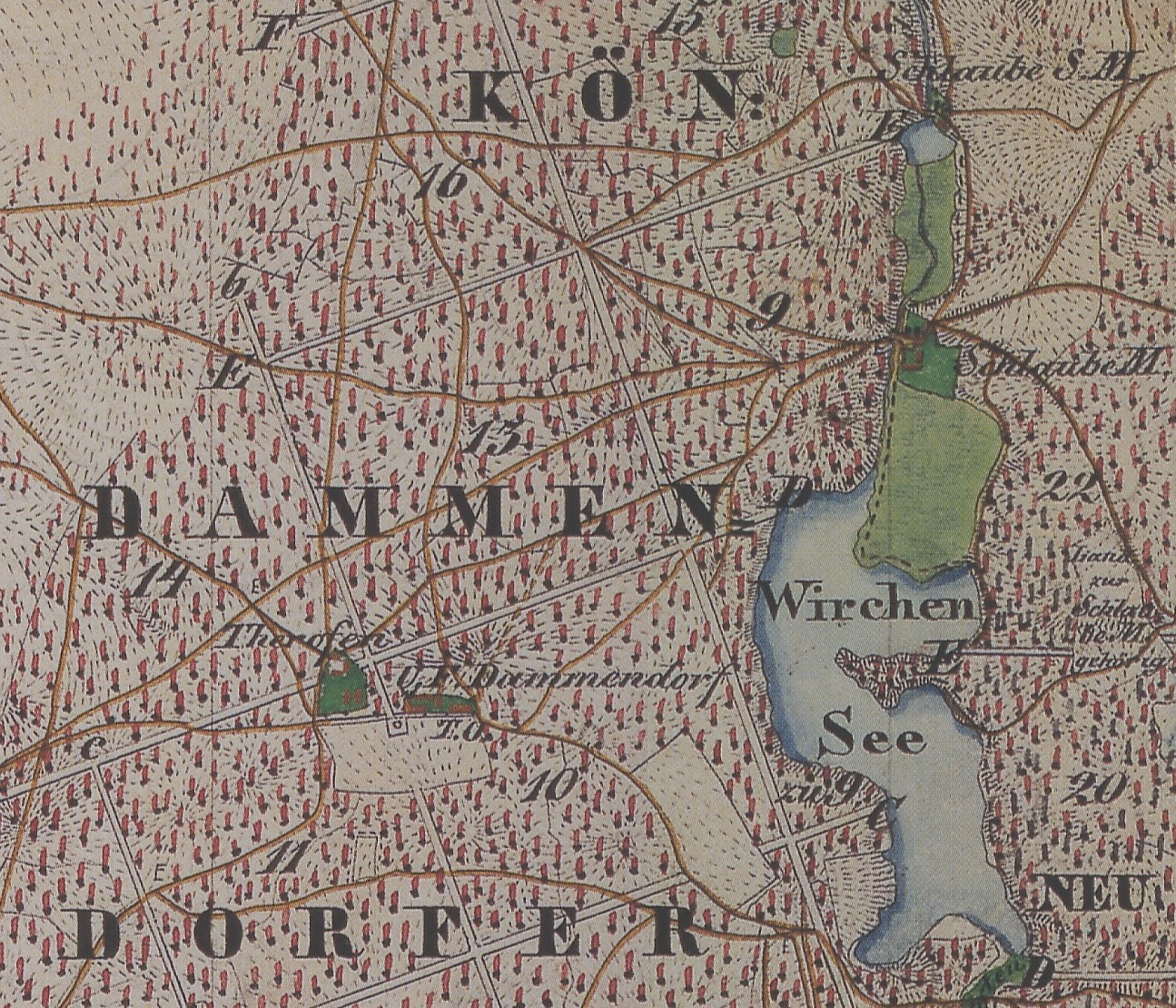
Forsthaus Wirchensee und Schlaubemühle, Ausschnitt aus dem Urmesstischblatt Bl. 3952 Groß Muckrow von 1844

Das Forsthaus Wirchensee, bis um 1920 Unterförsterei Groß Muckrower Teerofen, oder einfach nur Försterei Teerofen oder Muckrower Forsthaus genannt, ist ein Wohnplatz im Gemeindeteil Dammendorf der Gemeinde Grunow-Dammendorf im Landkreis Oder-Spree (Brandenburg). Der Wohnplatz wurde vermutlich noch 1604 als Teerofen angelegt. Später kam noch eine Unterförsterei hinzu. 1818 bestand der Wohnplatz aus einem Teerofen und einer Unterförsterei. Etwa um 1850 war der Teerofen eingegangen. 1920 wurde die Försterei umbenannt in Försterei Wirchensee.

## Lage
Der Wohnplatz liegt etwa 2,6 km ostnordöstlich von Groß Muckrow und etwa drei Kilometer südöstlich von Chossewitz. Der Ortskern von Dammendorf liegt ca. 8 km nordwestlich des Wohnplatzes. Trotz dieser großen Entfernung liegt er auf der Gemarkung Dammendorf und gehört damit zum Gemeindeteil Dammendorf der Gemeinde Grunow-Dammendorf. Er ist durch einen Abzweig von der L 43 (Groß Muckrow-Treppeln) zu erreichen.
Der ca. 36,5 ha große und bis 16 m tiefe, namengebende Wirchensee liegt knapp 700 Meter östlich des Wohnplatzes. Etwa 1,2 km südöstlich des Wohnplatzes befand sich ein 1935 eingerichtetes Arbeitslager mit mehreren Baracken (Topographische Karte 1:25.000 Bl. 3952 Groß Muckrow von 1936).

## Geschichte
Die Unterförster Wohnung Ther Ofen genannd ist bereits im Schmettauschen Kartenwerk von 1767/87 zu finden. Nach Krüger soll der Teerofen bereits 1604 bestanden haben. Wann die Unterförsterei hinzu kam, ließ sich allerdings nicht genauer ermitteln. 1773/74 klagte der Unterförster Seitz gegen den Oberjäger Kummer zu Dammendorf wegen einer Schuldforderung. Allerdings ist unklar, auf welcher Unterförsterei dieser Unterförster Seitz seinen Dienst tat, Dammendorf oder Groß Muckrow. Der Schutzbezirk Groß Muckrower Teerofen war der Oberförsterei Dammendorf in Dammendorf unterstellt. Die Oberförsterei Dammendorf bildete mit ihren Forstschutzbezirken Dammendorf, Chacobsee, Theerofen und Planheide einen eigenen Gutsbezirk, der dem Amtsbezirk 15 des Kreises Lübben zugeordnet war. Amtsvorsteher dieses Bezirks war 1874 der Königliche Oberförster Beermann in der Oberförsterei Dammendorf. Die Oberförsterei Dammendorf war bis zum 1. Weltkrieg der Forstinspektion Lübben untergeordnet, ab 1919 der Preußischen Oberförsterei Lübben.
1818 bestand die Groß Muckrower Unterförsterei, ein Teerofen und eine Försterei, aus zwei Wohngebäuden und hatte 15 Bewohner, die nach Groß Muckrow eingepfarrt waren.
1823 wird der Teerschweler Wollenberg erwähnt. 1840 ist Groß Muckrow als Dorf mit einem Forsthaus und einem Teerofen erwähnt. Es werden aber keine separaten Einwohnerzahlen für den Teerofen und die Unterförsterei angegeben.
Das Urmesstischblatt Bl. 3952 Groß Muckrow von 1844 verzeichnet den Wohnplatz als U. F. Dammendorf T. O. unmittelbar westlich ist eine Lokalität als Therofen vermerkt. Die Unterförsterei Dammendorf ist sicherlich ein Irrtum. Auch die Försterei Jakobsee ist als U.F. zu Dammendorf in das Urmesstischblatt eingetragen. 1854/55 ist der Wohnplatz auch als Muckrower Forsthaus bezeichnet. Riehl und Scheu erwähnen den Wohnplatz 1861 nun als Försterei Teerofen, mit 21 Einwohnern.
Nach dem Topographisch-statistischen Handbuch des Regierungs-Bezirks Frankfurt a. O. von 1867 (Stand: 1864) hieß der Wohnplatz nun Forsthaus Theerofen; er bestand aus einem Wohnhaus und hatte fünf Bewohner. Auch 1871 zählte der Wohnplatz nur ein Wohnhaus und hatte fünf Bewohner, ebenso 1882.
Die Topographische Karte 1:25.000 3952 Bl. Groß Muckrow von 1896 (Ausgabe von 1903) hat den Wohnplatz als Forsthaus Groß Muckrower Theerofen. 1915 hieß die Försterei einfach nur Forsthaus Theerofen.
1920 wurde die Försterei Teerofen in Försterei Wirchensee umbenannt.
1933 wurde die Stelle eines Försters in der Försterei neu ausgeschrieben. Mit der Dienstwohnung war noch Wirtschaftsland in der Größe von 2,3710 ha Wiese und 11,9310 ha Acker vorhanden. Das Nutzungsgeld (pro Jahr) betrug 175 RM.
Der heutige Wohnplatz führt den Namen Forsthaus Wirchensee. Wann der Name des Wohnplatzes sich erneut wandelte von Försterei Wirchensee zu Forsthaus Wirchensee ließ sich nicht ermitteln. Die Revierförsterei Wirchensee der Landeswaldoberförsterei Müllrose hat heute (2021) ihren Sitz in 15898 Neuzelle-Henzendorf, Heidelandstr. 49.

## Förster
- (1834) bis 1854/55 Förster Schönrock, Muckrower Forsthaus[19][8][9]
- 1864, 1868 Förster Herrmann, Groß Muckrower Theerofen[20][21]
- bis 1892 (wurde nach der neu errichteten Försterei Reicherskreuz versetzt) Förster Bogen[22]
- bis 31. Mai 1904 Förster Schmidt, wurde in die Försterei Reicherskreuz versetzt[23]
- 1. Juni 1904 bis 1933 (in Ruhestand) Hegemeister Kuchenbaecker[14][24][25]
- 1933 bis 1945 Förster Werner Liebaug[16][26]